# Dukun (Karang Tengah)
Dukun is een bestuurslaag in het regentschap Demak van de provincie Midden-Java, Indonesië. Dukun telt 4224 inwoners (volkstelling 2010).